# I'm Alive (Electric Light Orchestra)
I'm Alive è un singolo del gruppo musicale britannico Electric Light Orchestra, pubblicato nel 1980 ed estratto dall'album Xanadu, colonna sonora dell'omonimo film.
Il brano è stato scritto e prodotto da Jeff Lynne.

## Tracce
- 7"

1. I'm Alive
2. Drum Dreams

## Formazione
- Jeff Lynne – voce, cori, chitarra elettrica, tastiera, sintetizzatore
- Bev Bevan – batteria, percussioni
- Richard Tandy – piano, sintetizzatore, tastiera
- Kelly Groucutt – basso, cori
- Louis Clark – archi